# グルートアイランド島
座標: 南緯14度00分00秒 東経136度35分00秒 / 南緯14.00000度 東経136.58333度

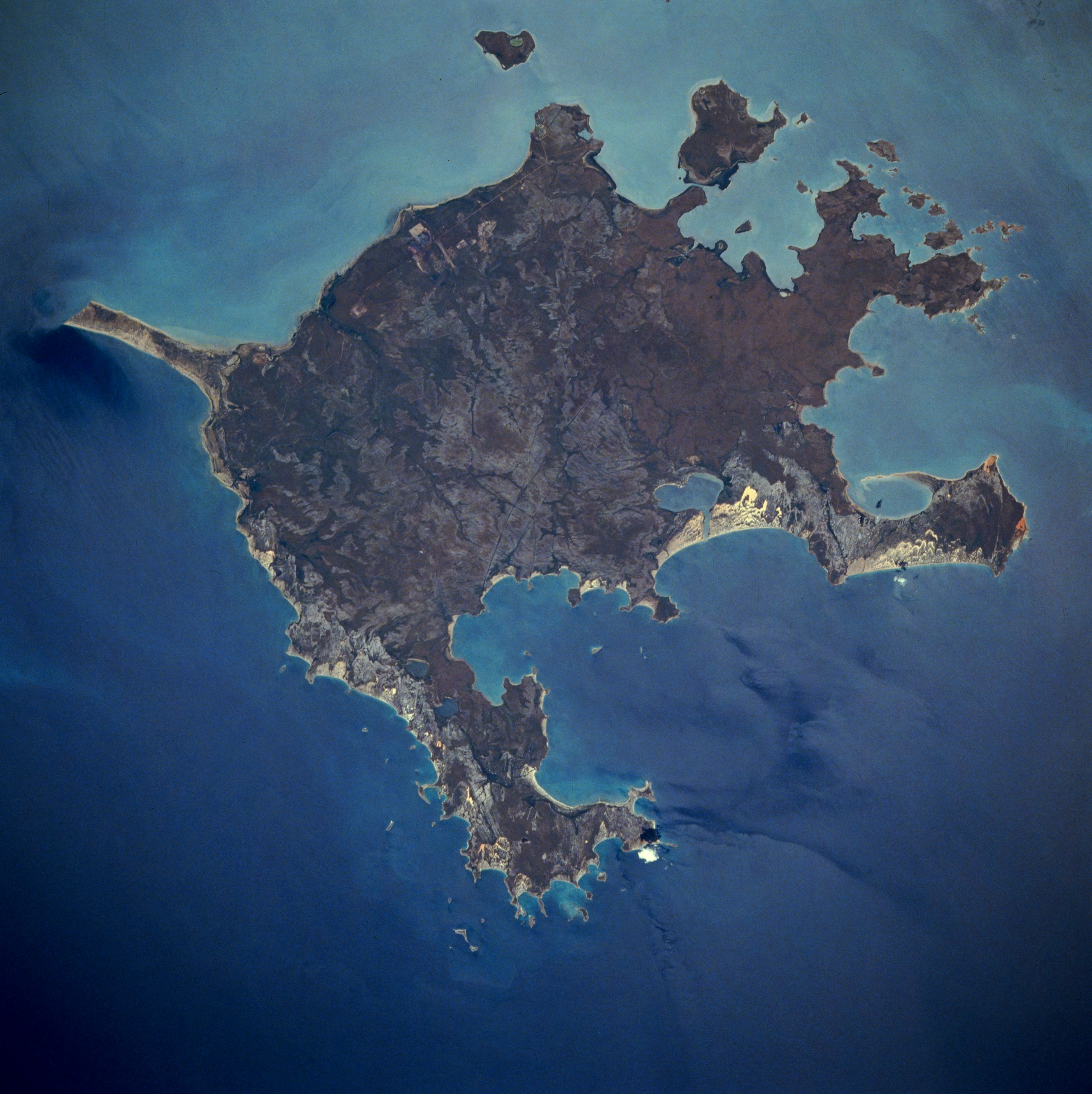
グルートアイランド島

グルートアイランド島(グルートアイランドとう、Groote Eylandt)はオーストラリアの島。
カーペンタリア湾西部にあり、アーネムランドから50km沖合いにある。
面積は2,260km2。平均標高は15mと低平である。人口は2007年6月時点で1539人。

## 概要
島の名前は、1644年にオランダ人の探検家アベル・タスマンによる「大きな島」というオランダ語名に由来している。
島にはマンガン鉱山があり、1960年代から操業している。